# ワルシャワ証券取引所
ワルシャワ証券取引所（ワルシャワしょうけんとりひきじょ、ポーランド語: Giełda Papierów Wartościowych w Warszawie S.A.、略号:GPW）は、ポーランドのワルシャワにある証券取引所。国際取引所連合のメンバーである。

## 概要
国有財産省により株式会社として1991年に設立された。
2012年5月4日現在、国内外企業あわせて433銘柄が上場されており、時価総額は6,738億ズウォティ。

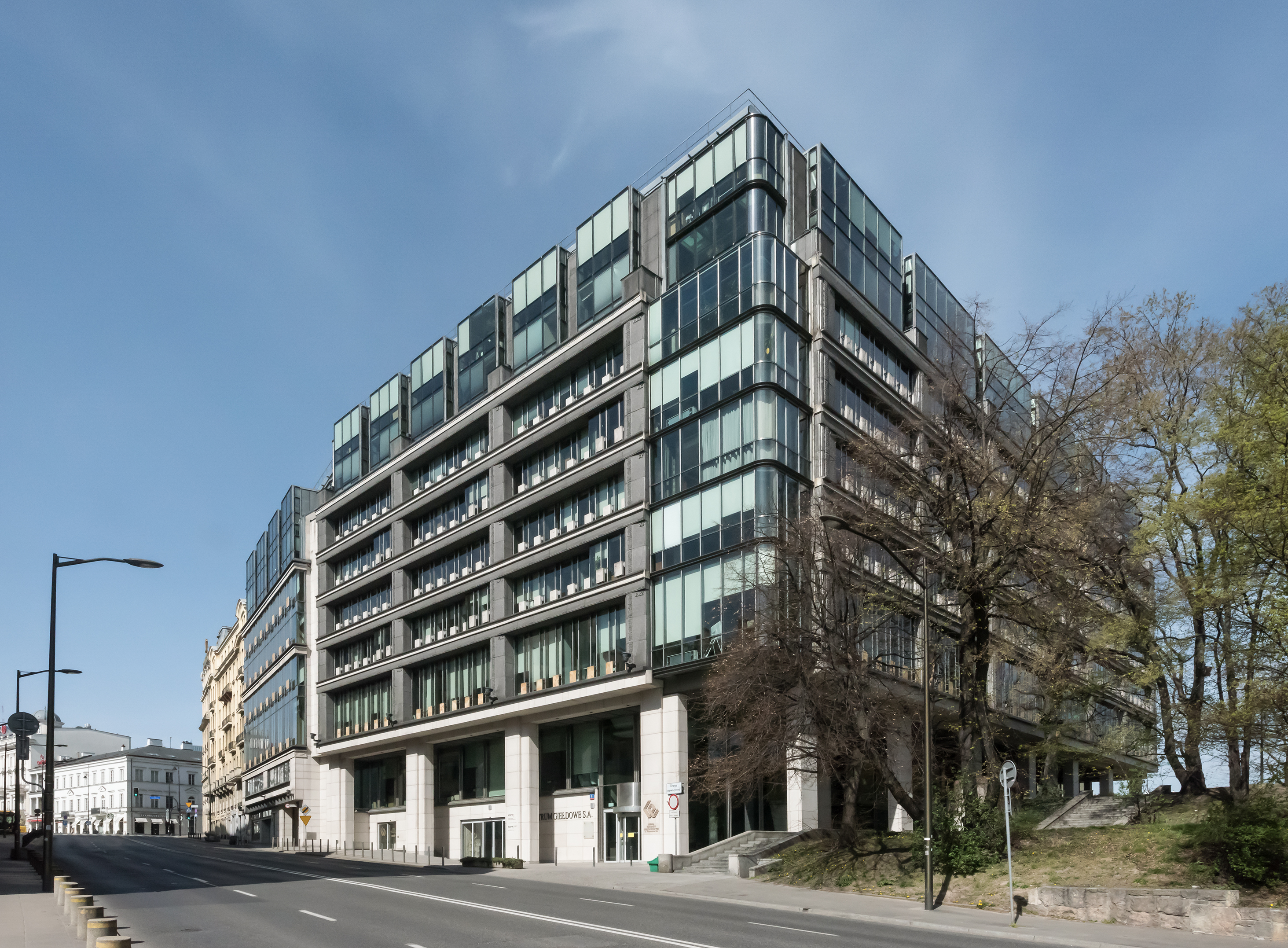
ワルシャワ証券取引所

代表的な株価指数はWIG、WIG20等。

## 立会時間
主要な株式の通常取引時間は下記の通り。
- 08:00-09:00 - Pre-trading sessions

09:00-17:20 - 通常取引時間
17:20-17:30 - Post-trading seccions

## 株価指数
ワルシャワ証券取引所が発表する主な株価指数としては以下のものがある。
- WIG - 「WIG指数」とも呼ばれる。「Warszawski Indeks Giełdowy」（ワルシャワ証券取引所指数）の略。1991年4月の設立当初から公表されている。第1市場に上場している国内企業全368社（2012年5月時点）の株価からなる、配当金、新株引受権も含んだトータルリターン指数。1991年4月16日時点での時価総額を1000ポイントとして算出される。
- WIG20 - 「WIG20種指数」とも呼ばれる。先物市場における原指数としても用いられる。第1市場に上場している国内大手企業株20銘柄からなる時価総額加重平均指数。1994年4月16日時点での時価総額を1000ポイントとして算出される。原則として同じ業種から5社以上は指定されず、投資ファンドも指定対象外である。
- mWIG40 - 「mWIG40種指数」とも呼ばれる。第1市場に上場している国内中堅企業株40銘柄からなる。2007年3月16日にそれまでのMIDWIGに置き換える形で公表開始された。

この他にも、sWIG80やTBSP.Indexなどの株価指数がある。

## 取引商品
現物取引
- 株式
- 優先株式
- 新株予約権
- 債権
- 投資証明書

デリバティブ取引
- 金利商品
- オプション商品
- 先物商品

## 沿革
- 1991年：3月22日、ポーランド共和国下院 が証券取引に関する法案を可決。
- 1991年：4月12日、当時の民営化相と財務相が証券取引所設立に関する法案に署名。
- 1991年：4月16日、証券会社7社が参加し、上場銘柄5社で最初の取引が行われる。初日の売買件数は112件、出来高は1,990ズウォティ。当初は週1日のみの取引であった。
- 1994年：10月3日、立会時間が月曜～金曜の週5日となる。
- 1994年：10月10日、国際取引所連合に正式加盟。
- 1995年：1月3日、株価指数「WIRR」の公表を開始。
- 1998年：1月16日、WIG20を原指数としたデリバティブ市場を開設。
- 2000年：11月17日、新たな株式売買システム「Warset」が稼動。
- 2001年：1月22日、先物市場を開設、ポーランド・テレコム（通信）、PKNオーレン（石油）、エレクトリム（電力）の3社株で先物取引開始。
- 2003年：10月14日、オーストリアの「Creditanstalt AG」が国外企業としては初めて上場。
- 2005年：7月28日、WIG指数が初めて30,000を突破（終値30,239.88 ）。
- 2006年：4月13日、WIG20指数が初めて3,000を突破（終値3,023.69）。
- 2006年：5月5日、WIG指数が45,000を突破（終値45,070.86）。
- 2007年：3月16日、MIDWIG指数、WIRR指数に代わりmWIG40、sWIG80が導入される。
- 2010年：5月13日、出来高が史上最高の66億ズウォティを記録。
- 2010年：7月12日、アメリカのNYSEユーロネクスト傘下部門が提供する現物およびデリバティブのトレーディング・プラットフォームを取得することで合意したと発表[2]。